# Missa brevis in do maggiore K 259
La Missa brevis in do maggiore K 259, detta anche Orgelsolo-Messe, è una messa del compositore austriaco Wolfgang Amadeus Mozart, scritta nel dicembre 1776.
La prima esecuzione assoluta è stata il 17 maggio 1778 nella Cattedrale di Salisburgo.

## Stile
Questa messa si iscrive in un trittico di messe in do maggiore (la Credo-Messe K 257, la Spaur-Messe K 258 e quest'ultima), tutte e tre composte tra il novembre ed il dicembre del medesimo anno, il 1776, per il Principe Arcivescovo di Salisburgo. Questa messa presenta il medesimo festoso organico della precedente Messa K 258, benché nella messa in questione sia possibile notare un più ampio respiro compositivo e la presenza di vivaci figure orchestrali che la percorrono per intero, ma, nonostante la presenza di questi continui rimandi al mondo sinfonico, la Orgelsolo-Messe non riesce a scrollarsi di dosso "la livrea gallonata di una certa devota ufficialità da cappella cortese"

## Struttura
- Kyrie
- Gloria
- Credo
- Sanctus
- Benedictus
- Agnus Dei